# Pachacámac

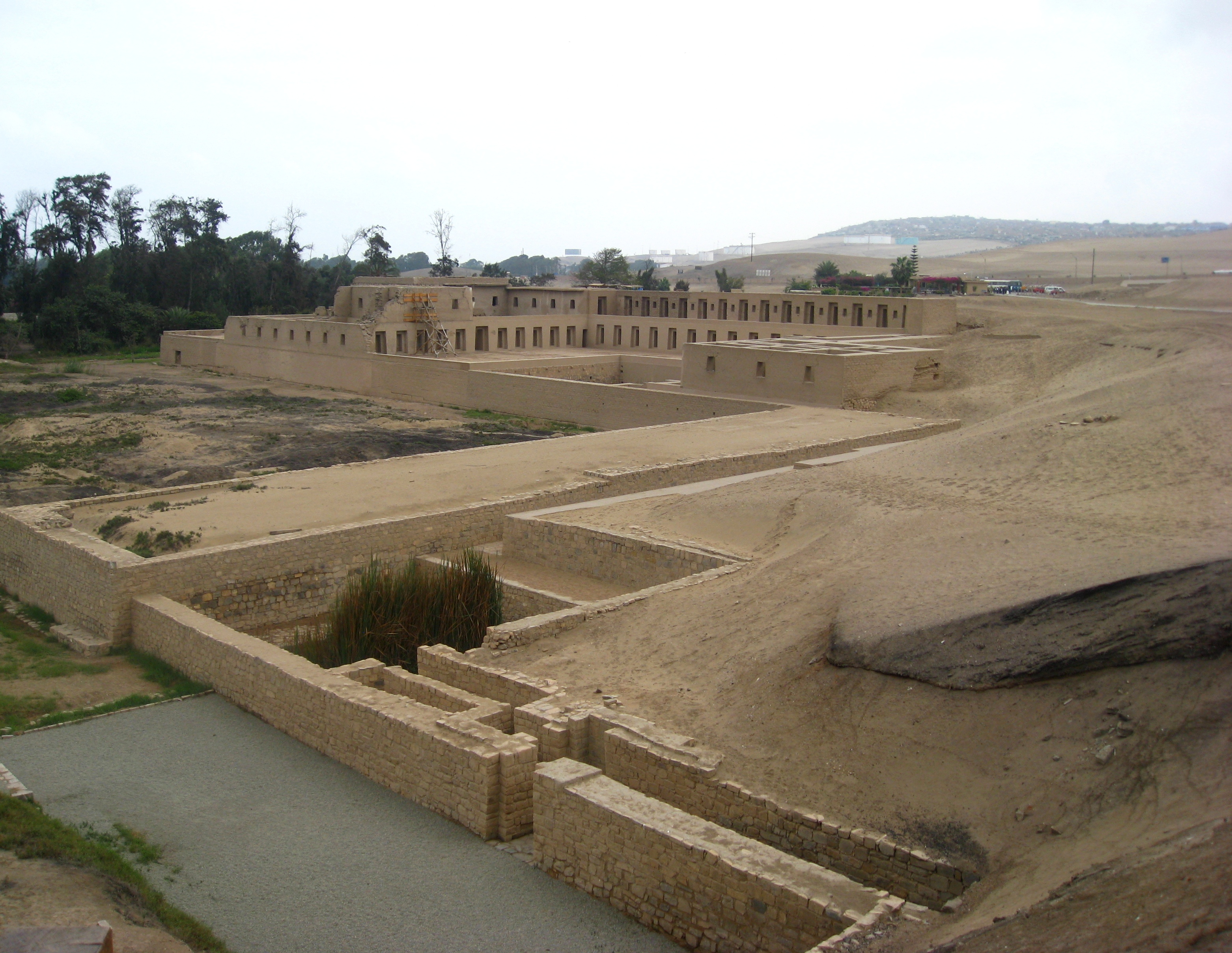
Blick auf den Mondtempel

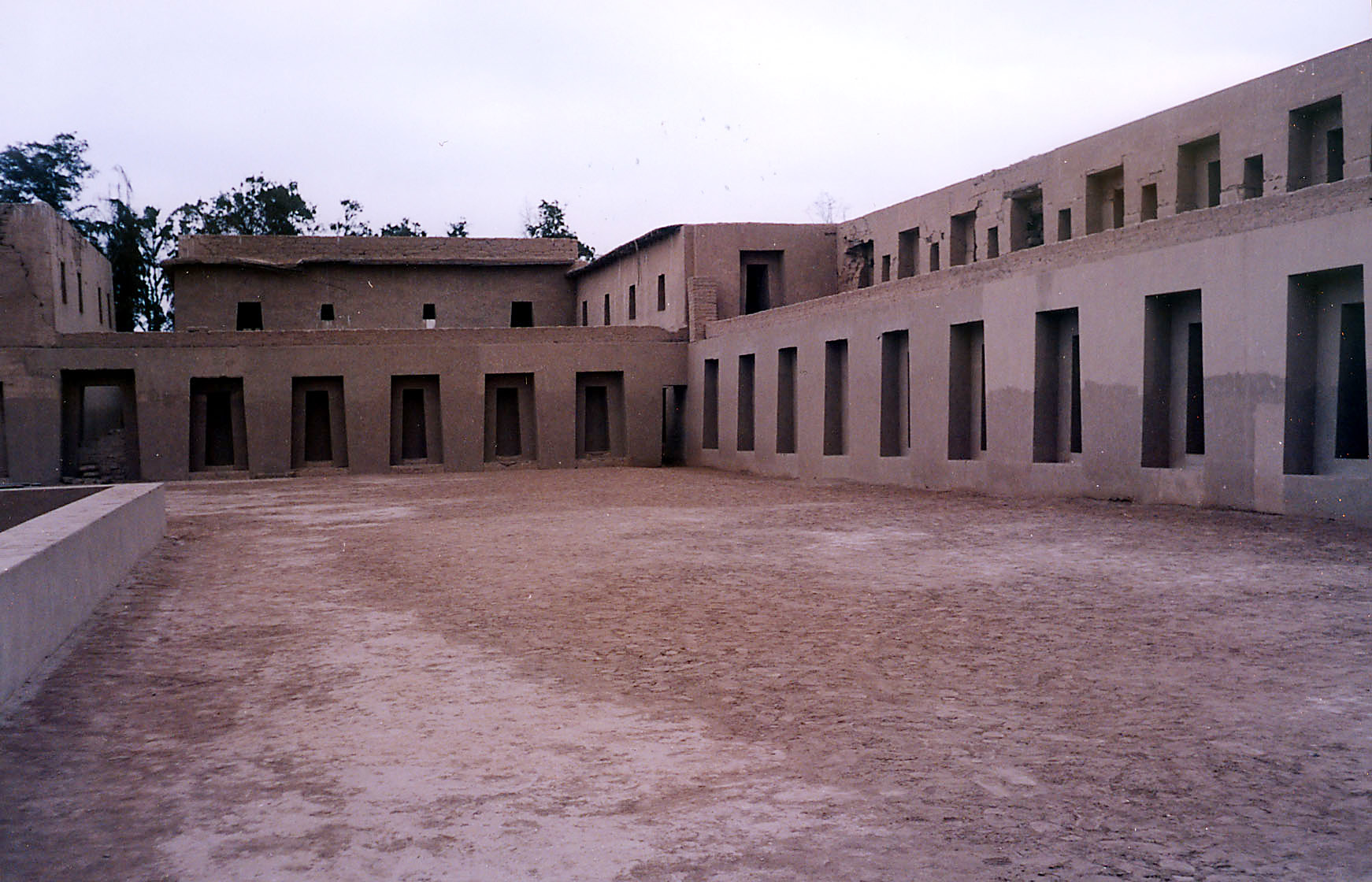
s.g. Mondtempel, archäologische Fundstätte Pachacámac.

Die antike Stadt Pachacámac (Quechua: Pachakamaq nach dem gleichnamigen Schöpfergott) ist eine archäologische Fundstätte etwa 40 km südöstlich vom Stadtzentrum von Lima in Peru, am Tal des Flusses Río Lurín. Einer der ersten Ausgräber der Stadt war der deutsche Archäologe Max Uhle, dem hier ein Gedenkstein gewidmet ist.

## Geschichte
Die Stadt war bereits zur Zeit der Conquista weit über tausend Jahre alt. Sie hatte mindestens eine Pyramide, einen Friedhof und bunte Fisch-Fresken aus der Zeit von ca. 200–600 n. Chr. Unter der Wari-Kultur (ca. 600–800 n. Chr.) wurde die Stadt ausgebaut und diente wahrscheinlich als Verwaltungszentrum. Wari-Einflüsse sind sowohl an der Architektur als auch an Keramik und Textilien (Grabbeigaben) zu finden. Nach dem Zusammenbruch des Wari-Reiches wuchs Pachakamaq weiter und wurde selbst Zentrum eines Reiches, das allerdings nie die Ausmaße des Wari-Reiches erreichte. Aus dieser Zeit stammen die meisten Tempel und einfachen Gebäude (ca. 800–1450 n. Chr.). 
Wahrscheinlich war das Pachakamaq-Reich bei der Ankunft der Inkas bereits zerfallen. In den Tälern der Flüsse Río Rímac und Río Lurín hatte das Volk der Ichma ein kleines Reich. Die Stadt Pachakamaq diente ihnen in erster Linie als religiöses Zentrum zur Anbetung des Schöpfergottes Pachakamaq. Nachdem die Ichma in das Inka-Reich eingegliedert wurden, wurde die Stadt Pachakamaq ein wichtiges Verwaltungszentrum. Zugleich blieb sie jedoch Tempelstadt, und die Priester von Pachakamaq durften unabhängig von der Inka-Priesterschaft weiter wirken. Die Inkas befragten wahrscheinlich selbst regelmäßig das Orakel von Pachakamaq. Aus der Zeit der Inkas stammen fünf Gebäude, darunter der Sonnentempel am Hauptplatz.

## Lage des Ortes im heutigen Peru
Die archäologische Fundstätte Pachacámac befindet sich im Norden des Küstendistriktes Lurín, knapp 2 Kilometer vom Meer entfernt. Der Ruinenkomplex liegt auf einer natürlichen Erhebung am südlichen Rand des dichtbesiedelten urbanen Gebietes von Lima. Ein benachbarter Distrikt Luríns im Osten trägt auch den Namen Pachacámac und beansprucht die Fundstätte sowie die angrenzende Siedlung Julio C. Tello (auch bekannt als Puente Lurín) als Teil seines Territoriums.
Die umliegende Bevölkerung ist durch Zuwanderung ins Tal des Lurín-Flusses in schnellem Wachstum begriffen, das umliegende Gebiet ist aber immer noch stark landwirtschaftlich geprägt (Bewässerungskultur).

## Sehenswürdigkeiten

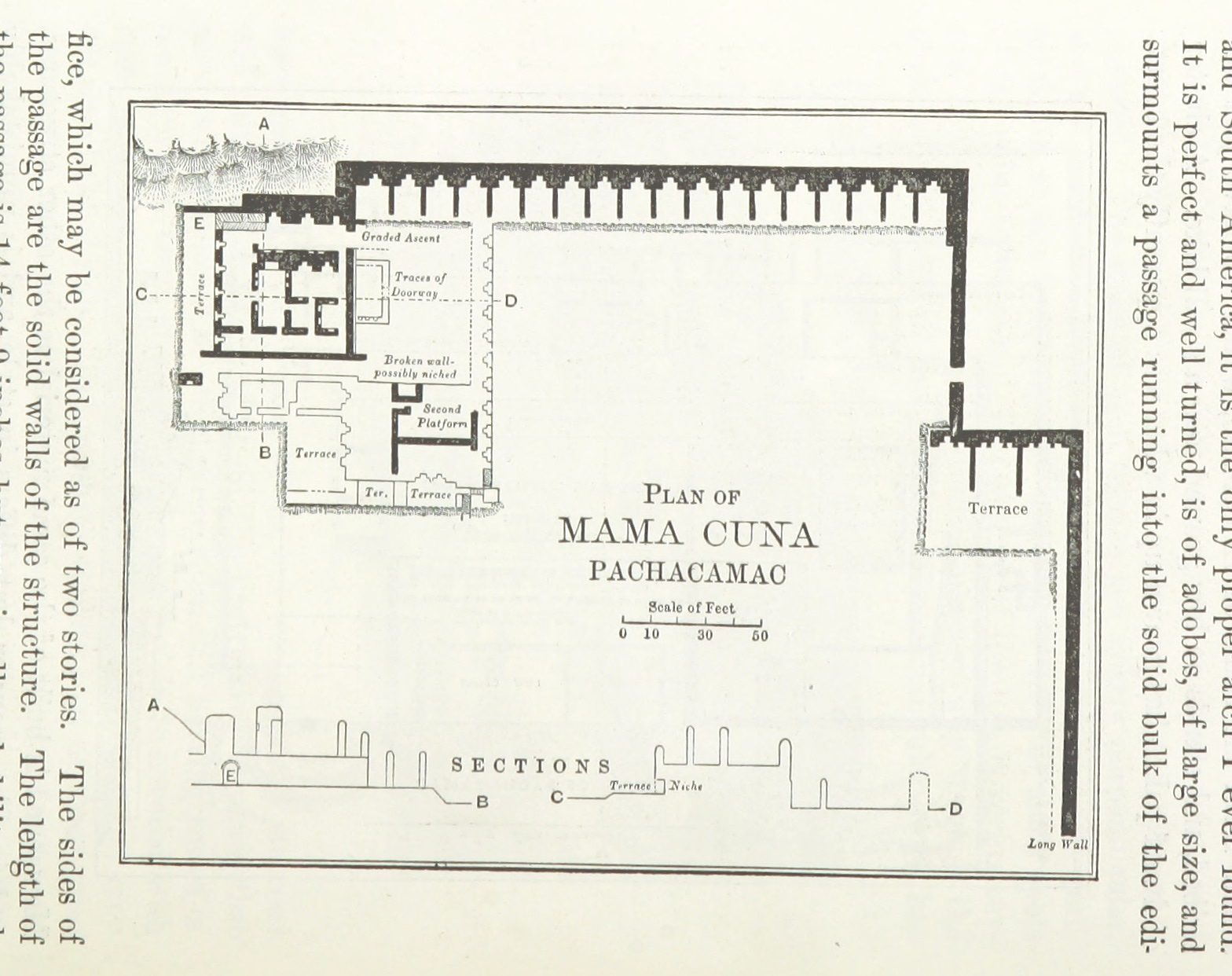
Plan Mamakunas von Ephraim Squier in Peru: Incidents of Travel and Exploration in the Land of the Incas.

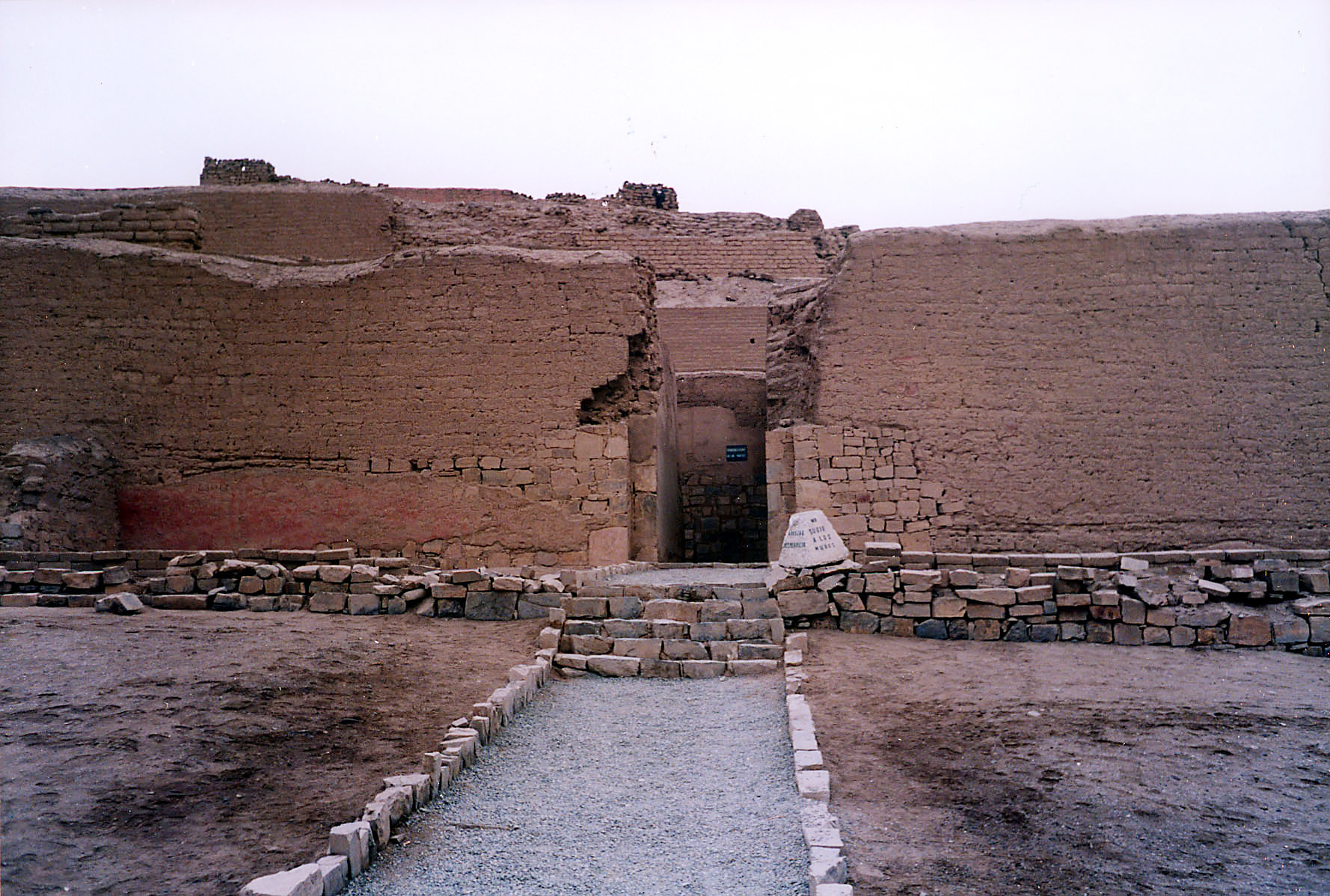
Pachakamaq-Tempel

Das Orakel wurde bereits vor der Inkazeit aus Lehmziegeln (Adobes) gebaut. Praktisch vollständig erhalten ist der von den Inkas errichtete Teil von Pachakamaq, insbesondere der zwischen den Jahren 1440 und 1533 gebaute Bereich. Besucht werden können Paläste, Tempel, Plätze und das Museum, wo archäologische Fundstücke aus Pachakamaq aufbewahrt werden.
Die wichtigsten Gebäude sind:
- Sonnentempel
- Mondtempel (restauriert von Julio César Tello, auch: „Tempel der Sonnenjungfrauen“, Mamakuna oder Mamaconas genannt)
- Pachakamaq-Tempel (nur als Ruine erhalten)
- Urpi-Wachaq-Tempel
- Pilgerplatz

Die verschiedenen Bereiche der Ruinen können zu Fuß oder auch mit Fahrzeugen (Tourismusbussen oder privaten Fahrzeugen) auf einer festgelegten Route besichtigt werden.